# 세라 하딩
세라 하딩(Sarah Harding, 1981년 11월 17일~2021년 9월 5일)은 잉글랜드의 가수, 모델, 배우이다. 걸 그룹 걸스 얼라우드의 멤버였다.
2021년 9월 5일 유방암 투병 끝에 세상을 떠났다.

## 음반 목록

### EP
- Threads (2015)